# Elephant (canción)
«Elephant» es una canción por la banda de rock psicodélico australiana Tame Impala. Fue publicado como el sencillo principal del álbum Lonerism el 26 de julio de 2012. El sencillo presenta un trabajo de portada por el artista australiano Leif Podhajsky, el cual también diseñó la portada de Innerspeaker.

## Recepción de la crítica
Alicia Dennis de Zimbio llamó a la canción como "la mejor canción de psych-rock", mientras que Nick Patch de Times Colonist la describió como un "garage rock distorsionado". También es vista como una "gema del glam rock" por el sitio web PlayGround. Joe Levy de Rolling Stone manifestó que la canción fue el "éxito alt-rock de Tame Impala". Ian Cohen de Pitchfork le dio el premio a la mejor canción nueva, elogiando su producción.

## Galardones
- Ganó La mejor canción en los EG Music Awards.[9]
- Zane Lowe la declaró como la "Grabación más caliente en el mundo".[10]
- La canción ganó La canción del año en los APRA Music Awards en 2013.
- El video ganó El video del año en los West Australian Music Industry Awards del 2013.[11]

## Posicionamiento
| Gráficas (2013)                                         | Pico de posición |
| ------------------------------------------------------- | ---------------- |
| Australia (ARIA)                                        | 77               |
| Reino Unido (Official Charts Company)                   | 131              |
| Estados Unidos (Billboard Hot Rock & Alternative Songs) | 36               |
| Estados Unidos (Billboard Rock Airplay)                 | 12               |
| Estados Unidos (Billboard Alternative Airplay)          | 8                |
| Estados Unidos (Billboard Mainstream Rock)              | 40               |